# Matthew Antoine
Matthew Antoine detto Matt (Prairie du Chien, 2 aprile 1985) è uno skeletonista statunitense, vincitore della medaglia di bronzo ai giochi olimpici invernali di Soči 2014 e campione mondiale a squadre a Lake Placid 2012.

## Biografia
Pratica lo skeleton dal 2003 e nel 2005 iniziò a gareggiare per la squadra nazionale statunitense. Debuttò in Coppa Nordamericana a novembre 2005, piazzandosi al secondo posto in graduatoria finale nel 2006/07, mentre esordì in Coppa Intercontinentale a dicembre del 2007 vincendo la classifica generale in quella stessa stagione (2007/08). Nelle categorie giovanili non andò oltre un quarto posto ai mondiali juniores, ottenuto ad Igls 2008.
Disputò la sua prima gara in Coppa del Mondo il 3 febbraio 2008 a Schönau am Königssee, occasione in cui ottenne anche il suo primo podio (3º nella competizione a squadre). Vinse la sua prima gara il 13 dicembre 2013 a Lake Placid nel singolo. In classifica generale detiene quale miglior piazzamento il terzo posto ottenuto nel 2013/14
Ha vinto la medaglia di bronzo ai giochi olimpici invernali di Soči 2014; l'oro andò all'atleta di casa Aleksandr Tret'jakov e l'argento al lettone Martins Dukurs. Quattro anni dopo, a Pyeongchang 2018, concluse invece la gara all'undicesimo posto.
Ha altresì partecipato a sette edizioni dei campionati mondiali vincendo la medaglia d'oro nella gara a squadre a Lake Placid 2012 e ottenendo in quella stessa edizione anche il quinto posto nel singolo, suo miglior risultato individuale ai mondiali.

## Palmarès

### Olimpiadi
- 1 medaglia:
  - 1 bronzo (singolo a Soči 2014).

### Mondiali
- 1 medaglia:
  - 1 oro (squadre miste a Lake Placid 2012).

### Coppa del Mondo
- Miglior piazzamento in classifica generale: 3º nel 2013/14.
- 9 podi (tutti nel singolo):
  - 1 vittoria;
  - 1 secondo posto;
  - 7 terzi posti.

#### Coppa del Mondo - vittorie
| Data             | Luogo       | Paese       | Disciplina |
| ---------------- | ----------- | ----------- | ---------- |
| 13 dicembre 2013 | Lake Placid | Stati Uniti | singolo    |

### Campionati statunitensi
- 4 medaglie:
  - 2 ori (singolo nel 2011; singolo a Lake Placid 2015);
  - 1 argento (singolo a Lake Placid 2013);
  - 1 bronzo (singolo nel 2008).

### Circuiti minori

#### Coppa Intercontinentale
- Vincitore della Coppa Intercontinentale nel 2007/08;
- 6 podi (nel singolo):
  - 2 vittorie;
  - 4 terzi posti.

#### Coppa Europa
- Miglior piazzamento in classifica generale: 33º nel 2007/08.

#### Coppa Nordamericana
- Miglior piazzamento in classifica generale: 2º nel 2006/07.
- 9 podi (nel singolo):
  - 5 vittorie;
  - 3 secondi posti;
  - 1 terzo posto.